# Ixora scandens
Ixora scandens är en måreväxtart som beskrevs av Cornelis Eliza Bertus Bremekamp. Ixora scandens ingår i släktet Ixora och familjen måreväxter. Inga underarter finns listade i Catalogue of Life.